# Stuttgarter Schuldbekenntnis
Mit dem Stuttgarter Schuldbekenntnis oder der Stuttgarter Schulderklärung (Originaltitel: Schulderklärung der evangelischen Christenheit Deutschlands) bekannte die nach dem Zweiten Weltkrieg gebildete Evangelische Kirche in Deutschland (EKD) erstmals eine Mitschuld deutscher evangelischer Christen an den Verbrechen des Nationalsozialismus.
Die EKD-Ratsmitglieder Hans Christian Asmussen, Otto Dibelius und Martin Niemöller verfassten die Erklärung gemeinsam auf einer Ratstagung in Stuttgart und verlasen sie dort am 19. Oktober 1945. Die Autoren hatten schon in der Bekennenden Kirche Leitungsämter bekleidet. Die Erklärung ging aus ihren Einsichten über das Versagen der evangelischen Kirchenleitungen in der Zeit des Nationalsozialismus hervor, die sie im Kirchenkampf und nach Kriegsende gewonnen hatten. Anlass war der Besuch hochrangiger Vertreter des Ökumenischen Rates der Kirchen (ÖRK), die bereit waren, sich mit den Deutschen zu versöhnen und die EKD aufzunehmen. Dazu erwarteten sie von deren Vertretern ein glaubwürdiges Schuldbekenntnis. Mit der Erklärung kamen die Autoren dieser Erwartung nach und öffneten der EKD den Weg zu ökumenischer Gemeinschaft und verstärkter Hilfe für die notleidenden Deutschen.
Der Text war ein Kompromiss aus vorherigen persönlichen Schulderklärungen und Vorentwürfen der Autoren. Sie wollten zuerst ihre eigene Schuld, dann die der evangelischen Christen, dann auch die der Deutschen benennen, jedoch nicht im Sinne einer Kollektivschuld. Die Veröffentlichung des Textes löste heftige Kontroversen in der EKD und der deutschen Bevölkerung aus, bildete langfristig aber den Ausgangspunkt einer Neubesinnung des deutschen Protestantismus.

## Wortlaut

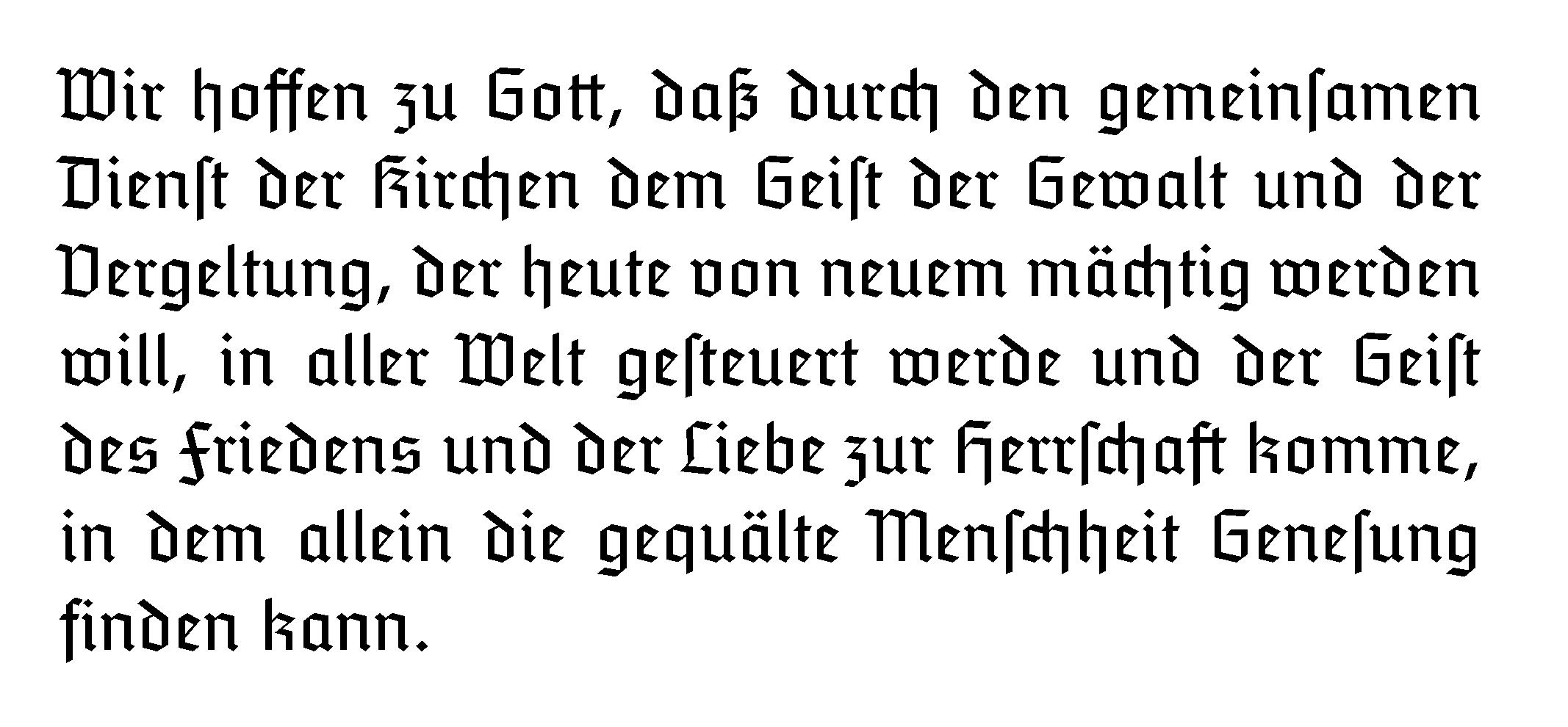
Original-Auszug aus dem Stuttgarter Schuldbekenntnis
Verordnungs- und Nachrichtenblatt der Evangelische Kirche in Deutschland (EKD), Nr. 1, Januar 1946 in der Schrift Tannenberg

Erklärung des Rates der Evangelischen Kirche in Deutschland gegenüber den Vertretern des Ökumenischen Rates der Kirchen

„Der Rat der Evangelischen Kirche in Deutschland begrüßt bei seiner Sitzung am 18./19. Oktober 1945 in Stuttgart Vertreter des Ökumenischen Rates der Kirchen. Wir sind für diesen Besuch um so dankbarer, als wir uns mit unserem Volk nicht nur in einer großen Gemeinschaft der Leiden wissen, sondern auch in einer Solidarität der Schuld. Mit großem Schmerz sagen wir:

Durch uns ist unendliches Leid über viele Völker und Länder gebracht worden. Was wir unseren Gemeinden oft bezeugt haben, das sprechen wir jetzt im Namen der ganzen Kirche aus: Wohl haben wir lange Jahre hindurch im Namen Jesu Christi gegen den Geist gekämpft, der im nationalsozialistischen Gewaltregiment seinen furchtbaren Ausdruck gefunden hat; aber wir klagen uns an, daß wir nicht mutiger bekannt, nicht treuer gebetet, nicht fröhlicher geglaubt und nicht brennender geliebt haben.

Nun soll in unseren Kirchen ein neuer Anfang gemacht werden. Gegründet auf die Heilige Schrift, mit ganzem Ernst ausgerichtet auf den alleinigen Herrn der Kirche, gehen sie daran, sich von glaubensfremden Einflüssen zu reinigen und sich selber zu ordnen. Wir hoffen zu dem Gott der Gnade und Barmherzigkeit, daß er unsere Kirchen als sein Werkzeug brauchen und ihnen Vollmacht geben wird, sein Wort zu verkündigen und seinem Willen Gehorsam zu schaffen bei uns selbst und bei unserem ganzen Volk.

Daß wir uns bei diesem neuen Anfang mit den anderen Kirchen der ökumenischen Gemeinschaft herzlich verbunden wissen dürfen, erfüllt uns mit tiefer Freude.

Wir hoffen zu Gott, daß durch den gemeinsamen Dienst der Kirchen dem Geist der Gewalt und der Vergeltung, der heute von neuem mächtig werden will, in aller Welt gesteuert werde und der Geist des Friedens und der Liebe zur Herrschaft komme, in dem allein die gequälte Menschheit Genesung finden kann.

So bitten wir in einer Stunde, in der die ganze Welt einen neuen Anfang braucht: Veni, creator spiritus!“

Stuttgart, den 18./19. Oktober 1945
Die Unterzeichner waren neben den drei Autoren:
- Theophil Wurm, Landesbischof der Evangelischen Kirche in Württemberg
- Hans Meiser, Landesbischof der Evangelisch-lutherischen Kirche in Bayern
- Heinrich Held, Pfarrer in Essen, später Präses der Evangelischen Kirche im Rheinland
- Johannes Lilje, Generalsekretär des Lutherischen Weltkonvents, später Landesbischof der Evangelisch-lutherischen Landeskirche Hannovers
- Hugo Hahn, Pfarrer, später Landesbischof der Evangelisch-lutherischen Landeskirche Sachsens
- Wilhelm Niesel, Pfarrer, später Theologieprofessor und Präses des Reformierten Bundes
- Rudolf Smend, Professor, Staats- und Kirchenrechtler
- Gustav Heinemann, Rechtsanwalt, Synodaler, Laienvertreter, später Bundespolitiker und Bundespräsident

## Vorgeschichte

### Kirchenkampf
Die Deutsche Evangelische Kirche (DEK) hatte sich 1934 nicht am Verhältnis zum Nationalsozialismus gespalten. Fast alle späteren Unterzeichner der Stuttgarter Erklärung hatten Adolf Hitlers Kanzlerschaft begrüßt, zu fast allen Verfolgungs- und Terrormaßnahmen der Nationalsozialisten vor 1939 geschwiegen, die Eroberungskriege des NS-Regimes, beginnend mit dem Überfall auf Polen, unterstützt und nur in einigen die Kirche betreffenden Teilbereichen gegen Maßnahmen des Regimes Stellung bezogen. Dabei hatte auch die Bekennende Kirche (BK) ihre grundsätzliche Staatstreue ständig bekundet und mit Ergebenheitsadressen – bis hin zu einem freiwilligen Führereid der Pastoren 1937 – versucht, sich gegenüber den Deutschen Christen (DC) und staatlichen Dienststellen zu behaupten.
Im Kirchenkampfverlauf erkannten jedoch einige BK-Vertreter den Unrechtscharakter des Regimes, das sie um des organisatorischen Erhalts der Kirche willen bejaht hatten. Am 19. September 1938 rief der aus Deutschland ausgewiesene Schweizer Theologe Karl Barth alle Tschechen auf, dem Hitlerregime im Falle einer Besetzung der Tschechoslowakischen Republik aus christlicher Verantwortung bewaffneten Widerstand zu leisten. Er folgerte dies aus der Barmer Theologischen Erklärung, dem von ihm 1934 verfassten Glaubensbekenntnis, auf dessen Basis die BK im Juni 1934 gegründet worden war. Die „Vorläufige Kirchenleitung“ der BK (VKL) distanzierte sich sofort von diesen „für sie untragbaren Äußerungen“, in denen nicht mehr der Theologe, sondern der Politiker Barth rede.
Am 27. September 1938, auf dem Höhepunkt der Sudetenkrise, schlug die zweite VKL unter dem Dahlemer Pfarrer Fritz Müller ihren Pastoren vor, „anlässlich drohender Kriegsgefahr“ im folgenden Sonntagsgottesdienst ein Schuldbekenntnis am Maßstab der Zehn Gebote zu verlesen:

„Wir bekennen vor Dir die Sünden unserer Kirche, ihrer Leitung, ihrer Gemeinden und ihrer Hirten … Wir bekennen vor Dir die Sünden unseres Volkes: …

Öffentlich und im Geheimen ist viel Unrecht geschehen. Eltern und Herren wurden verachtet, das Leben verletzt und zerstört, die Ehe gebrochen, das Eigentum geraubt und die Ehre des Nächsten angetastet …

Vergib uns und verschone uns mit deinen Strafen. […]

Wenn aber Gott in seinem unerforschlichen Ratschluss uns mit Krieg straft: …

Wir gedenken aller, die in Versuchung stehen, grausame Rache zu üben und vom Hass überwältigt zu werden. Wir gedenken der Menschen, deren Land der Krieg bedroht, und beten für sie alle zu Gott.

Lenke du den Regierenden in allen Völkern das Herz.“

Zwei Tage darauf schien das Münchner Abkommen die Kriegsgefahr gebannt zu haben. Die meisten Pastoren verlasen den Gebetsvorschlag nicht mehr, sofern die lutherischen Kirchenleitungen diesen überhaupt an sie weitergeleitet hatten.
Am 27. Oktober griff Das Schwarze Korps, die Zeitschrift der SS, die VKL wegen Landesverrats an: „Politisierende Kleriker und ihre Klüngel“ hätten den „Kampf um die Freiheit von Millionen Blutsbrüdern“ vor „bolschewistischer Vernichtung“ als „Strafe Gottes“ hingestellt und nicht für den Führer, sondern nur für fremde Regierungen gebetet. Das sei Sabotage an der „geschlossenen Einsatzbereitschaft des Volkes“, dessen Sicherheit die „Ausmerzung der Verbrecher“ zur Staatspflicht mache. Daraufhin suspendierte Kirchenminister Hanns Kerrl die VKL-Mitglieder, sperrte ihre Gehälter und bestellte die lutherischen Landesbischöfe ein, worauf diese sich alle aus „religiösen und vaterländischen Gründen“ eilig von der VKL distanzierten und deren Mitglieder aus der Kirchengemeinschaft ausschlossen. Nur die Landesbruderräte solidarisierten sich mit der völlig isolierten VKL und wurden daraufhin ebenfalls kirchenrechtlich diszipliniert. Dies beendete die zuvor laufenden Einigungsbemühungen der sogenannten „intakten“ Landeskirchen mit Staatsbehörden und BK-Vertretern.
Kurz darauf schwiegen deren Bischöfe ausnahmslos zu den Novemberpogromen. Nur einzelne Christen wagten öffentlich Protest, noch weniger leisteten Widerstand gegen den Nationalsozialismus. Dietrich Bonhoeffer etwa nahm seit 1937 auf eigene Verantwortung als Christ an konspirativen Attentats- und Putschplänen teil. Nach Hitlers siegreichem Frankreichfeldzug 1940 verfasste er in seiner Ethik ein stellvertretendes Schuldbekenntnis für die ganze evangelische Kirche. Er stellte das Schweigen der Kirche zu staatlicher Gewalt gegen die wehrlosen Juden und andere Minderheiten heraus, so dass sich im Angesicht Jesu Christi jeder Seitenblick auf die Schuld anderer verbiete. Doch nach seiner Inhaftierung 1943 ließen die Fürbitten der BK Bonhoeffer bis nach Kriegsende 1945 unerwähnt.
Hans Asmussen, der die Barmer Erklärung im Sinne der Zwei-Reiche-Lehre als strikte Trennung von Glaube und Politik interpretierte, sandte im Dezember 1942 einen Brief an den ÖRK, in dem er als Vertreter der BK das „Bewusstsein deutscher Schuld“ aussprach.

### Innenpolitische Situation
Nach Kriegsende war die Lebenssituation in großen Teilen Europas äußerst schwierig. Wohnraum und Infrastruktur waren besonders in den deutschen Großstädten vielfach zerstört. Es mangelte überall an wichtigen Lebens-, Arznei- und Heizmitteln, Bekleidung und Krankenhäusern. Schwerstarbeit beim Schuttaufräumen, hohe Säuglingssterblichkeit, Krankheiten wie die Ruhr, Demontagen, Zustrom von Millionen Flüchtlingen und Kriegsgefangenschaft weiterer Millionen belasteten die Deutschen. Die Nahrungsrationen reichten nur zur Abwehr von Hungerkatastrophen aus.
In dieser Notlage konzentrierten sich die meisten Deutschen auf ihr Überleben. Eine Rückbesinnung auf das eigene Verhalten in der NS-Zeit und politische Neubesinnung fanden zunächst kaum statt. Mit den Juden schien auch die „Judenfrage“ verschwunden, so dass der Antisemitismus sich nur noch wenig bemerkbar machte und bis zur Gründung der Bundesrepublik auch kaum öffentlich debattiert wurde.
Viele Deutsche empfanden das Potsdamer Abkommen angesichts der Vertreibungen als schlimmere Neuauflage des Versailler Vertrags. Die ersten Direktiven zur Umerziehung (reeducation) und Entnazifizierung wirkten wegen ihrer Gleichbehandlung von einfachen Mitläufern und Führungskadern der NSDAP ungerecht und bewirkten vielfach Denunziationen. Auch die Angst vor sowjetischer Besetzung ganz Deutschlands spielte bereits eine Rolle, zumal Gewalttaten der Roten Armee schon bekannt bzw. die im Hitlerdeutschland systematisch geschürte Angst davor in der Bevölkerung noch präsent waren.
Auf diesem Hintergrund zögerten die Kirchenführer, die schon im Dritten Reich Hitlers Antikommunismus unterstützt hatten, ein öffentliches Schuldbekenntnis auszusprechen. Sie fürchteten, den Besatzungsmächten damit nur Argumente für umso härtere Vergeltungsmaßnahmen zu liefern.

### Neubildung der EKD
Am Himmelfahrtstag 1945 (10. Mai), zwei Tage nach der bedingungslosen Kapitulation der Wehrmacht, fand in Stuttgart die erste Großkundgebung der evangelischen Kirche statt. Vor einer großen Menge verkündete der württembergische Landesbischof Wurm als „Sprecher der ganzen Bekennenden Kirche in Deutschland“ im Beisein des Generals der französischen Besatzungstruppen:

„Das Herz des deutschen Volkes schlug für den Frieden, der Krieg war ein Parteikrieg. Eben deshalb sollte man nicht das ganze deutsche Volk als verantwortlich für die Gewalt- und Schreckensmethoden eines Systems ansehen, das von einer weit überwiegenden Mehrheit innerlich abgelehnt worden ist.“

Er wies die Schuld an Krieg und Völkermord der „Gottlosigkeit“ des NS-Regimes und seiner „Abkehr von Gott und seinen Lebensordnungen“ zu. Die Kirche habe diesen „Säkularismus“ bekämpft. Tatsächlich hatten gerade Wurm und die übrigen lutherischen Landesbischöfe im Hitlerstaat die „von Gott gesetzte Ordnung“ erblickt und die Christen im Mai 1939 angewiesen, „sich in das völkisch-politische Aufbauwerk des Führers mit voller Hingabe einzufügen.“ Statt Protest gegen den Krieg folgten seit Kriegsbeginn demgemäß gemeinsame Aufrufe von Bekennenden und Deutschen Christen zur Opferbereitschaft. Seit 1941 versuchte Wurm, BK, DC, „Neutrale“ und „intakte“ Landeskirchen unter dem Dach seines „Kirchlichen Einigungswerkes“ zu vereinen. Nur den radikalsten Flügel der „Neuheiden“ wollte er ausschließen.
So traten die ungelösten Konflikte um Glauben, Gestalt und Aufgabe der Evangelischen Kirche nun wieder hervor. Die erste Initiative zur Bildung einer Deutschen Lutherischen Nationalkirche nach dem Modell der DEK ergriff August Marahrens, der Bischof der Hannoverschen Landeskirche, am 30. Mai 1945 mit einem Schreiben an den noch bestehenden Lutherrat. Dies löste heftige Proteste seitens des ÖRK aus, der darauf hinwies, dass Marahrens 1939 mit den Godesberger Thesen die Vereinbarkeit von nationalsozialistischer Ideologie und christlichem Glauben unterzeichnet hatte.
Am 8. Juni 1945 lud Wurm die bestehenden Kirchenleitungen nach Treysa zur Gründungsversammlung einer neu zu bildenden Evangelischen Kirche ein, wobei er den Reichsbruderrat der BK überging. Daraufhin lud Martin Niemöller, KZ-Überlebender und im Ausland als glaubwürdig angesehener Vertreter der BK, seinerseits die Bruderräte der BK zu einem Vorbereitungstreffen für Treysa nach Frankfurt am Main ein. Er bat auch Karl Barth brieflich um Teilnahme und theologischen Rat. Barth sagte sofort zu und reiste erstmals seit seiner Zwangsentlassung 1935 wieder nach Deutschland. Barths Reise wurde ermöglicht durch die Unterstützung der US-Armee und des Office of Strategic Services.
In Frankfurt betonte Niemöller in seinem Einleitungsreferat am 21. August die Schuld der ganzen Kirche an der „Entwicklung der letzten 15 Jahre“ und forderte, die Evangelische Kirche mit unbelasteten Kräften auf der Beschlussbasis der Bekenntnissynoden von Barmen und Dahlem 1934 völlig neu aufzubauen. Als einziger der in Frankfurt anwesenden Bruderräte analysierte Barth das politische Versagen der BK im Dritten Reich und führte es auf die lange antidemokratische Fehlorientierung des deutschen Protestantismus zurück:

„Friedrich, Bismarck und Hitler waren Menschenverächter, darum könnt Ihr mit denen nicht christliche Politik machen. Von diesem Bann muss die Bekennende Kirche freikommen.“

Er erntete dafür unter seinen deutschen Freunden nur Empörung, eine Aussprache über sein Referat unterblieb.
Niemöllers anschließender Briefwechsel mit Wurm konnte tiefgreifende Meinungsverschiedenheiten über die künftige Gestalt der EKD nur teilweise ausräumen. Niemöller warf z. B. Dibelius vor, er habe sich den Bischofstitel unrechtmäßig zugelegt, um kirchenpolitisch Karriere zu machen. Die Landeskirchenverfassungen seien aufzuheben, die Landesbischöfe seien als geistliche Leiter der Christen ungeeignet.
Das Treffen zur Bildung einer provisorischen Kirchenleitung in Treysa vom 27. bis 31. August leitete Niemöller mit einem Vortrag ein, in dem er zunächst ein persönliches Schuldbekenntnis aussprach, zu dem er in der KZ-Haft gelangt war. Dann stellte er die besondere Verantwortung der BK für die NS-Katastrophe heraus:

„Hier trägt die Bekennende Kirche ein besonders großes Maß an Schuld; denn sie sah am klarsten, was vor sich ging und was sich entwickelte; sie hat sogar dazu gesprochen und ist dann doch müde geworden und hat sich vor den Menschen mehr gefürchtet als vor Gott. […] Sie allein wusste, dass der eingeschlagene Weg ins Verderben führte, und sie hat unser Volk nicht gewarnt.“

Diese Einsichten wollte Niemöller als „Wort an die Pfarrer“ allen Predigern nahebringen, doch dies lehnten die in Treysa versammelten Kirchenführer ab. Stattdessen wurde ein „Wort an die Gemeinden“ verabschiedet, in dem es hieß:

„Wo die Kirche ihre Verantwortung ernst nahm, rief sie zu den Geboten Gottes, nannte beim Namen Rechtsbruch und Frevel, die Schuld in den Konzentrationslagern, die Misshandlung und Ermordung von Juden und Kranken und suchte der Verführung der Jugend zu wehren. Aber man drängte sie in die Kirchenräume zurück wie in ein Gefängnis. Man trennte unser Volk von der Kirche. Die Öffentlichkeit durfte ihr Wort nicht mehr hören; was sie verkündigte, erfuhr niemand. Und dann kam der Zorn Gottes. Er hat uns genommen, was Menschen retten wollten.“

Hier wurde also keine besondere Schuld der BK benannt, sondern die gesamte Kirche als Lobby für die vom NS-Regime Entrechteten dargestellt, deren Protest durch staatliche Verfolgung nicht habe wirksam werden können. Im Widerspruch dazu redete die Abschlusserklärung vom Versagen der Kirche aufgrund traditioneller lutherischer Bejahung des Obrigkeitsstaates.
Die Einheit der EKD wurde in Treysa nur gewahrt, indem die konfliktträchtige Frage nach der dem Barmer Bekenntnis gemäßen Kirchenverfassung offen gelassen wurde. Das kirchliche Außenamt unter dem Bischof Theodor Heckel, der DC-Positionen vertreten hatte, wurde aufgelöst und die Pflege der ökumenischen Beziehungen wurde Niemöller übertragen.
Barth war in Treysa nur Gast; viele Kirchenvertreter sahen ihn nicht als Delegierten der BK, sondern wie 1938 als reformierten Ausländer und denunzierten ihn teilweise als „Oberinspektor der alliierten Armeen“. Er bekräftigte in einem Brief an Niemöller am 28. September, was er vor dem Treffen öffentlich mehrfach erbeten hatte: Ein einfaches, klares Wort aller deutschen Kirchenführer zu ihrer Mitschuld an den Verbrechen des Nationalsozialismus sei notwendig, um einmal ohne Umschweife aus[zu]räumen, was zwischen ihnen und uns steht. Um den hilfsbereiten Kräften in der Ökumene entgegenzukommen, sollten sie öffentlich erklären:
- die Zustimmung des deutschen Volkes zur Politik Hitlers sei ein Irrweg gewesen,
- die gegenwärtigen Nöte Deutschlands und Europas seien eine Folge dieses Irrtums,
- die deutsche evangelische Kirche habe sich durch falsches Reden und falsches Schweigen an diesem Irrtum mitverantwortlich gemacht.[14]

### Erste Schulderklärungen nach 1945
Nach der bedingungslosen Kapitulation aller deutschen Streitkräfte am 8. Mai 1945 äußerte sich Pastor Friedrich Bodelschwingh mit einer Predigt am 27. Mai 1945 als Erster zur Schuldfrage:

„Die Christen haben Teil an der Schuld … weder können wir, noch werden wir versuchen, uns freizusprechen von der Verantwortung für die Schuld und das Schicksal unseres Volkes. Noch suchen wir uns mit der Behauptung zu schützen, dass wir von vielem, was hinter dem Stacheldraht der Lager vor sich ging oder in Polen und Russland, nichts wussten. Diese Verbrechen waren die Taten deutscher Menschen, und wir müssen die Konsequenzen tragen.“

Asmussen sandte Anfang Juni eine Predigt an den anglikanischen Bischof George Bell, in der es hieß:

„Schuldig ist die Kirche … beider Konfessionen. Unsere Schuld liegt sehr weit zurück. Sie besteht darin, dass wir geschwiegen haben, wo wir hätten reden sollen, und redeten, wo wir hätten schweigen müssen.

Wir haben durch lange Jahrzehnte versucht, mit Weltanschauungen zu paktieren, für welche es keine letzte Wahrheit gibt. Anstatt zu sagen ‚Nein‘, haben wir gesagt ‚Sowohl-als-auch.‘ Wir haben den Fels unseres Heils und den Hort der Wahrheit geringgeachtet, das Wort Gottes.

Wir haben uns gestritten, wo wir hätten einig sein sollen. Wir haben debattiert, wo wir hätten beten sollen. … Wir haben oft nicht widerstanden, wo wir Leib und Leben hätten einsetzen sollen. Wir haben uns vorgedrängt in Wichtigtuerei, wo wir hätten still leiden müssen. Wir haben uns in die Ecke drängen lassen, wo wir hätten ganz im Vordergrund laut schreien müssen. […]

Schuldig ist der deutsche Bürger … der um seiner Ruhe willen das Recht geopfert hat … der bis weit in den Krieg hinein zu schweigen willens war zu allen Greueln, wenn sie nur Erfolg hatten. ...

Ja, schuldig sind wir alle, groß und klein, arm und reich, gebildet und ungebildet. Das Schwert und die Not kommt nicht über uns ohne Grund. Der deutsche Untertan muß sich schuldig sprechen.…“

Das blieben jedoch zunächst Einzelstimmen. Für die Gesamtkirche entwarf Bischof Wurm im Juli ein „Wort an die Christenheit im Ausland“, das erst Monate später zusammen mit der Stuttgarter Erklärung veröffentlicht wurde. Darin gestand er die Schuld der Deutschen am Kriegsausbruch ein, wies aber den Siegermächten zugleich die Verantwortung dafür zu, dass Hitler überhaupt zur Macht gelangen konnte. Er sah die Kirche in der Opferrolle, die nur unter Lebensgefahr Protest wagen konnte:

„Wir verurteilen insbesondere die Geiselmorde und den Massenmord an den deutschen und polnischen Juden. Wir Christen in Deutschland haben sehr darunter gelitten, daß solche Dinge den deutschen Namen schändeten und die deutsche Ehre befleckten.“

Hier wurden drei später immer wiederkehrende Argumentationsmuster deutlich:
- Die Kirche wurde so dargestellt, als habe sie als Ganze wenigstens manchmal gegen Unrecht protestiert, sei aber vom Staat daran gehindert worden. Verschwiegen wurde, dass meist nur einzelne Protestanten, selten Kirchenleitungen, Rechtsbruch benannt hatten und noch weniger dagegen aufgestanden waren.
- Die Staatsmaßnahmen gegen die Kirche und die Beschneidung ihres öffentlichen Einflusses wurden mit dem Judenmord in einer Reihe aufgezählt. So sah man sich eher als Opfer neben Opfern, nicht als Mitverursacher des Holocaust. Das Wort sollte erklären, weshalb die Kirche dazu nichts sagen konnte. Dass die Bischöfe selbst kritische Erklärungen der VKL häufig nicht weitergaben und sich von deren Autoren lossagten, wurde nicht als Schuld erkannt.
- Eine spezifische Schuld der Kirche kam nicht vor. Ihren Anteil am Aufstieg der Nationalsozialisten und den Zusammenhang zwischen kirchlichem Antijudaismus und Antisemitismus reflektierte Wurm nicht. Stattdessen redete er in traditioneller Solidarisierung mit dem Nationalismus über die Kränkung der „deutschen Ehre“.

Dem standen Privatinitiativen einiger Pastoren gegenüber. So sandte Gottlieb Funcke an Bischof Wurm einen Entwurf für das Stuttgarter Treffen, der die deutsche Schuld nicht durch Hinweise auf alliierte Schuld relativierte und den Verbrechen an den Juden den ersten und ausführlichsten Platz einräumte:

„Über die führenden Missetäter ist das längst verdiente Strafgericht hereingebrochen. Aber auch der letzte im deutschen Volk muß jetzt erkennen, dass unser Volk in seiner Gesamtheit schuldig geworden ist.“

Danach zählte er die Vernichtungslager auf, in denen Juden ermordet wurden, wies auf „Grausamkeiten gegen deutsche, polnische, russische und vor allem jüdische Menschen“ hin und wies die Berufung auf Unkenntnis der Judenverfolgung zurück:

„Aber bekannt war die unmenschliche Misshandlung des deutschen Judentums. Indem wir sie duldeten, sind wir mehr oder weniger mitschuldig geworden.“

Funcke sprach die Verantwortung der Deutschen für die Überlebenden des Holocaust an, denen man das Versprechen einer neuen Lebensgemeinschaft unter den „Leitsternen“ von Freiheit, Menschlichkeit und Gerechtigkeit schulde.

### Ökumenische Erwartungen
Die Vertreter der Ökumene hatten im Kirchenkampf auf vielfältige Weise versucht, den Bekennenden Christen und „Nichtariern“ zu helfen und sich dabei nicht selten den Unmut ihrer eigenen Regierungen zugezogen. Sie wollten nun unbedingt verhindern, dass die ökumenische Kirchengemeinschaft erneut wie 1918 die Kriegsschuldfrage ausklammerte und so zu ihrer gesamtpolitischen Verdrängung beitrug. Zugleich wollten sie dazu beitragen, dass die Bevölkerungen der Siegerstaaten einen Neubeginn mit den Deutschen mittragen würden.
Bischof George Bell, dessen Protest im britischen Oberhaus gegen die alliierte Luftkriegsführung 1942/43 ihn das Führungsamt der Church of England gekostet hatte, hatte die Predigt von Friedrich Bodelschwingh am 27. Mai 1945 aufmerksam wahrgenommen und freudig begrüßt:

„In Deutschland können Bekehrung und Erneuerung nur in den deutschen Herzen vor sich gehen. Alles, was wir tun können, ist, demütig und ohne Selbstgerechtigkeit durch die Bruderschaft im Evangelium und in der Wahrheit Christi Mut zu machen.“

Im Juli 1945 besuchten hochrangige Vertreter des ÖRK – Hans Schönfeld, Stewart W. Herman und der emigrierte deutsche Pfarrer Adolf Freudenberg – erstmals die westlichen Besatzungszonen, um die Bereitschaft der deutschen Protestanten zur Aufnahme in die Ökumene zu sondieren. Sie erwarteten, dass die Evangelische Kirche sich einer „Selbstreinigung“ unterziehen und kirchliche Würdenträger wie Marahrens und Heckel, die „ständige Verbeugungen vor den Nationalsozialisten“ gemacht hatten, zum Rücktritt zwingen solle. Denn die Besatzungsbehörden übten in dieser Richtung damals keinen Druck aus, sondern sahen evangelische Kirchenvertreter weithin unkritisch als Vertretung einer innerdeutschen Opposition zum Hitlerregime an.
In ihren Berichten registrierten die Besucher die Stimmung unter den Protestanten: Der Theologe Paul Althaus etwa sah die „Nationale Revolution“ von 1933 nach wie vor als legitime Reaktion auf das „Unrecht von Versailles“. Er schrieb in einem Vortrag: „Unsere Führung hat furchtbare Fehler gemacht“, ohne diese zu benennen und ohne eine kirchliche Mitschuld anzudeuten. Sodann ging er nahtlos zum „Vertreibungsunrecht der Alliierten“ über, das er sehr konkret darstellte und daran die Frage anschloss, ob die Deutschen nun aus einem unbegreiflichen Willen Gottes heraus unter einen vergleichbaren „Fluch“ wie die Juden geraten seien. Deshalb sahen die Ökumenevertreter Christen, die wie Niemöller seit Monaten vor dem Stuttgarter Treffen unaufgefordert, öffentlich und rückhaltlos eigene Schuld bekannten, als ihre vorrangigen Gesprächspartner an.
Am 24. Juli schrieb der Generalsekretär des ÖRK, Willem Adolf Visser ’t Hooft, an George Bell und bat ihn, auf die Briten einzuwirken, damit diese Marahrens zum Rücktritt aufforderten: Die Auslandskirchen würden sonst keine normalen Beziehungen zur EKD aufnehmen können. Bell, dem dies widerstrebte, versuchte stattdessen, Marahrens in einem persönlichen Besuch in Loccum von der Notwendigkeit seines Rücktritts zu überzeugen: vergeblich. Marahrens blieb bis 1947 im Amt, verlor aber seinen Einfluss auf die Gestaltung der EKD.
Am 25. Juli schrieb Visser ’t Hooft zudem an Dibelius und bat ihn um ein „brüderliches Gespräch“ mit den Kirchenvertretern, die schwer unter der deutschen Besetzung gelitten und deren Folgen zu tragen hätten:

„Dieses Gespräch würde aber sehr viel leichter sein, wenn die Bekennende Kirche Deutschlands sehr offen spricht – nicht nur über die Missetaten der Nazis, sondern auch besonders über die Unterlassungssünden des deutschen Volkes, einschließlich der Kirche.

Die Christen in den anderen Ländern […] möchten so gerne, daß offen gesagt wird, […]daß das deutsche Volk und die Kirche nicht offen und auch laut genug gesprochen haben. Die Äußerungen von Bischof Wurm, von Asmussen […] sind noch so ‚apologetisch‘ und machen es daher den anderen nicht leicht, nun auch ihrerseits ohne Pharisäertum ihre eigene andersartige Schuld am ganzen Geschehen zu bekennen.“

Er erwartete diese Erklärung ebenso wie die Entlassung von besonders belasteten deutschen Kirchenführern bereits als Ergebnis des Treffens in Treysa, wo beides jedoch ausblieb.
Während Dibelius ausweichend antwortete, lud Niemöller Visser ’t Hooft am 10. Oktober nach Stuttgart ein. Ein weiterer Brief von Ehrenberg an Niemöller bekräftigte unmissverständlich die entscheidende Bedeutung einer Schulderklärung auf dem Stuttgarter Treffen für die Hilfsbereitschaft der Ökumene und künftigen Beziehungen zu ihr. Das machte den deutschen Kirchenvertretern deutlich, dass ohne eindeutiges Schuldbekenntnis keine erneuerten Beziehungen zur Ökumene erreichbar waren.

## Verlauf des Stuttgarter Treffens
Nach wochenlangen Bemühungen um eine Einreiseerlaubnis traf sich die Delegation des ÖRK am 15. Oktober 1945 in Baden-Baden, um ihr Treffen mit den EKD-Vertretern vorzubereiten. Zu ihr gehörten:
- Willem Adolf Visser ’t Hooft, Generalsekretär des Ökumenischen Rates,
- Samuel McCrea Cavert, Generalsekretär der christlichen Kirchen Nordamerikas,
- G.C. Michelfelder, Präsident des Rates der lutherischen Kirchen in den USA,
- Pierre Maury, Pastor und Vertreter der Reformierten Kirche Frankreichs,
- Marcel Sturm, reformierter Feldbischof der französischen Armee,
- Hendrik Kraemer, Vertreter der Reformierten Kirche der Niederlande,
- Alphons Koechlin, Präsident des Evangelischen Kirchenbundes der Schweiz.

Letzterer notierte als Ziel des Treffens:

„Unser Ziel war, womöglich von der deutschen Kirche eine Erklärung zu verlangen, die deren Verhältnis zu den übrigen Kirchen und der Ökumene derart klarlegt, dass sofort vertrauensvolle Verbindung aufgenommen werden könne. Wir hofften aber, eine solche Erklärung nicht fordern zu müssen, sondern auf Grund eigener Einsicht der deutschen Kirche zu erhalten.“

Am 17. Oktober morgens trafen die Delegierten in Stuttgart mit Eugen Gerstenmaier zusammen und erörterten Unterstützungsprogramme für die notleidende deutsche Bevölkerung. Am Nachmittag suchten sie Bischof Wurm auf. Dieser zeigte sich überrascht, setzte aber das Gespräch mit den Gästen auf die Tagesordnung für den Folgetag. Am Abend predigte der nur eine Stunde zuvor eingetroffene Martin Niemöller in der Markuskirche über den Bibeltext Jer 14,17–21 . Er bekräftigte, was er in Treysa gesagt hatte:

„Die deutsche Kirche soll Buße tun und nicht weiter trotteln. Sie soll bekennen und mit ihr das deutsche Volk, dass es gesündigt hat vor Gott und in einem gottlosen Wesen befangen war.“

Nicht nur Deutschland, auch die europäischen Nachbarstaaten litten furchtbar unter den deutschen Vergehen. Nur echte Buße könne echte Vergebung Gottes und damit den nötigen politischen Neuanfang bewirken. Visser 't Hooft erinnerte sich an Niemöllers Predigt in seiner Autobiografie:

„Das Ziel, soweit war klar, mußte die Wiederaufnahme voller ökumenischer Beziehungen sein. Aber wie sollten wir es erreichen? Wir konnten nicht ein Schuldbekenntnis zur Vorbedingung der wiederherzustellenden Gemeinschaft machen; ein derartiges Bekenntnis hatte nur dann Wert, wenn es spontan abgelegt wurde. Andererseits ließen die Hindernisse für eine neue Gemeinschaft sich nur beseitigen, wenn die deutsche Seite ein klares Wort fand. Pierre Maury riet uns schließlich, den Deutschen zu sagen: ‚Wir sind gekommen, um Euch zu bitten, daß Ihr uns helft, Euch zu helfen.‘ Als wir in dem großenteils zerstörten Stuttgart ankamen, hörten wir, daß am Abend in der Markuskirche ein besonderer Gottesdienst stattfinden würde, bei dem Bischof Wurm, Pastor Niemöller und Bischof Dibelius sprechen sollten. Bischof Wurm begrüßte die Weltratsdelegation mit herzlichen Worten des Willkommens. Dann predigte Pastor Niemöller über Jeremia 14,7–11: ‚Ach Herr, unsere Missetaten haben es ja verdient; aber hilf doch um deines Namens willen!‘ Es war eine machtvolle Predigt Über das Wesen der Buße. Niemöller sagte, selbst innerhalb der Kirche werde nicht genügend begriffen, daß die vergangenen zwölf Jahre eine Heimsuchung durch Gott gewesen seien. Es genüge nicht, den Nazis die Schuld zu geben. Auch die Kirche müsse ihre Schuld bekennen.“

Einen anderen Akzent setzte der Stuttgarter Prälat Karl Hartenstein in seiner Eröffnungsansprache:

„Sie [die ÖRK-Gäste] werden von der Schuld reden, die zwischen uns steht und sie werden von der eigenen Schuld bekennen, die auch auf den Völkern der Siegermächte lastet. […] Das ist die Kraft der Einheit der Kirche, dass keiner über den anderen richtet und anklagt, weil wir alle miteinander Mitschuldige sind vor diesem Kreuz und Mitbegnadete von dem, der die Welt geliebt hat.“

Er erwartete also ein zur deutschen Schulderklärung analoges oder gemeinsames Schuldbekenntnis der Ökumene, das keine konkreten Aussagen über Kriegs- und Völkermordursachen enthalten sollte.
Am Donnerstagmorgen um 9:00 Uhr beriet der Rat das Thema Entnazifizierung im eigenen kirchlichen und im gesellschaftlichen Bereich und erließ Richtlinien zur Entlassung von DC-Pfarrern, über die eigens gebildete Spruchkammern aus zwei Pastoren und einem Juristen entscheiden sollten. Parallel dazu berieten die ÖRK-Gäste nochmals über Fragen des Wiederaufbaus. Nach dem Mittagessen empfing Oberst Dawson, der US-Befehlshaber für Stuttgart, die deutschen und ökumenischen Delegierten. Gegen 15:00 Uhr trafen sich Visser 't Hooft, Asmussen und Niemöller in einem Café, um die folgende Ratssitzung vorzubesprechen. Sie waren sich einig, dass nun eine Schulderklärung der deutschen Vertreter unumgänglich sei.
Um 16:00 Uhr leitete Asmussen die entscheidende Sitzung mit einem persönlichen Schuldbekenntnis ein:

„Liebe Brüder, ich habe an euch gesündigt, als Glied meines Volkes, weil ich nicht besser geglaubt, weil ich nicht reiner gebetet, weil ich nicht heißer geliebt habe. Ob ich damit hätte verhindern können, was geschehen ist, weiß ich nicht … Gerade weil ich mein Volk liebhabe, kann ich nicht sagen, das alles geht mich nichts an. Nein, das alles tat mein Fleisch und Blut, und die Liebe gebietet mir zu sagen, dazu stehe ich. Und nun bitte ich euch: Verzeiht mir.“

Er betonte, diese Schuld an den Brüdern könne nur zwischen den Schuldigen und Gott „geregelt“ werden, so dass auch die ökumenischen Brüder ohne Rücksicht auf politische Wirkungen ihre Schuld mit Gott ausmachen könnten.
Niemöller stellte sich hinter Asmussens Erklärung: Sie spreche das „Gewissen unserer Kirche“ aus und sei Zeichen für einen völlig neuen Anfang. Er betonte die besondere kirchliche Mitschuld:

„Wir wissen, dass wir mit unserem Volke einen verkehrten Weg gegangen sind, einen Weg, […] der uns als Kirche mitschuldig gemacht hat an dem Schicksal der ganzen Welt heute. Wir bitten, dass Gott uns diese Schuld vergeben möchte und die Schuld, indem er sie uns vergibt, zu einer Quelle neuer Kraft werden möge.“

Als dritter Redner betonte Niesel:

„Es geht uns nicht um ein allgemeines Schuldbekenntnis, das leicht abzulegen wäre, sondern um ein Bekenntnis unserer konkreten Schuld.“

Als erster Gast beantwortete Hendrik Kraemer: Die Gemeinschaft in Christus stehe über allem, was die Nationen trenne. Deshalb könne und müsse dieses Trennende dann aber auch ausgesprochen werden. Die deutsche Besetzung habe sein Land schwer leiden lassen, und dies habe Hass auf die Deutschen ausgelöst, den er nicht verschweigen wolle. Alphons Koechlin fragte nach, ob alle Ratsmitglieder die Schulderklärungen mittrügen und ob die EKD sie gegenüber ihren Mitgliedskirchen veröffentlichen werde. Er fuhr fort:

„Es ist nicht unsere Sache zuzumessen: du hast soviel Schuld, du soviel und ich soviel. Es ist kein Tauschhandel. Offen und ehrlich stehen wir vor Gottes Antlitz mit dem, was wir sagen. Wir haben von beiden Seiten den großen Wunsch […], Christen zu sein […] als Christen sind wir dann in zweiter Linie mit ganzem Sein Holländer, Deutsche oder Amerikaner. […] Wir können so von der deutschen Kirche in unserer Heimat deutlich machen, dass wir den Weg zueinander finden werden, weil wir Soldaten Christi mit ganzem Herzen sein wollen.“

Diese Bereitschaft, aufeinander zuzugehen, bestimmte das weitere Gespräch. Daraufhin schlug Asmussen vor, der Rat der EKD solle eine öffentliche Erklärung „im Geist des eben geführten Gesprächs“ ausarbeiten, die die ÖRK-Vertreter ihren Heimatkirchen vorlegen könnten. Bevor die Ratsmitglieder sich zurückzogen, um diese zu formulieren, erörterten sie im Beisein der Gäste die katastrophale Lage in Ostdeutschland.
Der endgültige Wortlaut der Stuttgarter Erklärung entstand aus einem Textentwurf von Dibelius, in den Sätze aus Asmussens persönlichem Schuldbekenntnis sowie Passagen aus Niemöllers Predigt über Jeremia 14,17–21 eingebaut wurden. Unter dem Eindruck der Vertreibungen wurden konkrete Aussagen zur deutschen Kriegsschuld vermieden, weil man fürchtete, sonst in ein gegenseitiges Aufrechnen von Schuld einzutreten.
Niemöller stellte die Endfassung her, indem er einige Formulierungen von Dibelius änderte. So ersetzte er die Feststellung „Nun ist in unserer Kirche ein neuer Anfang gemacht worden“ durch die Aufgabe: „Nun soll in unserer Kirche ein neuer Anfang gemacht werden.“ Er setzte auch gegen das Zögern von Dibelius durch, dass ein Kernsatz aus Asmussens Vorentwurf in den Text kam:

„Durch uns ist unendliches Leid über viele Länder und Völker gebracht worden …“

Erst am späten Abend traf Bischof Bell als Vertreter der Anglikaner Großbritanniens bei dem Treffen ein, begleitet von Ernest Gordon Rupp, Pastor der Methodisten in England. Sie besuchten Wurm in seiner Privatwohnung und tauschten sich bis weit in die Nacht hinein aus. Am Morgen des 19. Oktober händigte Asmussen den Ökumenegästen je eine Kopie der getippten Erklärung aus, verlas sie und fügte hinzu:

„Wir sagen es Ihnen, wie wir es Gott sagen. Tun Sie das Ihrige, dass diese Erklärung nicht politisch missbraucht wird, sondern zu dem dient, was wir gemeinsam wollen.“

Nachdem die von allen Ratsvertretern unterzeichnete Urkunde dem ÖRK überreicht war, bedankte sich Maury für diese mit den Worten:

„Wir wollen es annehmen ohne pharisäischen Stolz, sondern auch vor Gott. Jetzt ist es uns leichter zu ertragen, dass das Gift des Hitlerismus die ganze Welt überflutet hat. Wir waren erstaunt, dass man in Deutschland nach der Besetzung sogleich Gerechtigkeit erwartete. Es gibt kein christliches Volk. In allen Ländern steht die Kirche im Kampf für Gerechtigkeit. Das Hitler-Regime hat die Gerechtigkeit in jedem Land vernichtet. Darunter leiden wir besonders. […] Nun hilft uns Ihr Wort im Ringen für Gerechtigkeit überall, auch für Deutschland. […] Ihre Erklärung wird ein Ruf zu christlichem Leben auch bei uns sein. Wir haben eine gemeinsame Pflicht für das Abendland und die Welt. Daran soll Deutschland auch seinen Teil haben.“

Nach weiteren Dankesworten hielt Bell seine auf dem Flug vorbereitete Rede, in der er das Zeugnis der BK würdigte und die NS-Verbrechen, aber auch die Vertreibungen der Deutschen aus den Ostgebieten als „grausam, ungerecht und unmenschlich“ benannte. Um dem entgegenzuwirken, sprach er sich leidenschaftlich für die künftige Verwirklichung einer Bruderschaft der Kirchen in der ökumenischen Bewegung aus.

## Wirkung

### Reaktionen in Deutschland
Die Stuttgarter Erklärung wurde am 27. Oktober 1945 zuerst im Kieler Kurier, einer Zeitung der britischen Militärregierung, veröffentlicht; vier Tage später auch in der Hamburger Neuen Presse. Beide Artikel standen unter der Überschrift: Schuld für endlose Leiden. Evangelische Kirche bekennt Deutschlands Kriegsschuld. Es folgten der volle Wortlaut der Erklärung mitsamt den Namen ihrer Unterzeichner und Adressaten.
Die Veröffentlichung löste ungeheure Empörung, Unverständnis und heftigen Widerspruch aus und stieß nur selten auf Zustimmung. Ihre Entstehungsumstände waren in der Bevölkerung weitgehend unbekannt. Der Wortlaut wurde vielfach als Fälschung angezweifelt, zumal die EKD-Führung den Gemeinden diesen erst viel später bekannt machte.
Mit der „deutschen Kriegsschuld“ stellten die Zeitungen ein Stichwort in den Vordergrund, das in der Erklärung weder vorkam noch primär gemeint war. Nach den ersten Entnazifizierungsdirektiven der Besatzungsmächte fürchteten gerade auch evangelische Christen diese öffentliche Schulderklärung weithin als einseitiges Zugeständnis an eine vom Ausland aufgenötigte Siegerjustiz und als weiteres Argument für harte Vergeltungsmaßnahmen. Diesen hielt man angebliche oder wirkliche alliierte Verbrechen entgegen, so der schleswig-holsteinische Präses Wilhelm Halfmann:

„Die polnischen Greuel, die Frauenschändungen, die Vernichtung der mittel- und osteuropäischen Kulturlandschaft mit ihrem Reichtum an Lebensmitteln, die Vertreibung der Millionen – kurz der beispiellose Volksmord, der jetzt vor sich geht – ist der keine Schuld? Solange darüber verlegen verschwiegen wird, solange hat man drüben keine Vollmacht, von deutscher Schuld zu reden.“

So distanzierte man sich von den Vertretern der eigenen Kirche wie von feindlichen Vaterlandsverrätern. Gerade der von Niemöller eingefügte Kernsatz blieb jahrelang umstritten und war Stein des Anstoßes für viele konservative Lutheraner, die hier die traditionelle Unterscheidung von Kirche und Staat vermissten und dem Staat allein die Verantwortung für Krieg und Völkermord zuweisen wollten. Vom Antijudaismus als Wurzel der NS-Ideologie sprach ohnehin noch niemand; Wurm und Dibelius waren Antisemiten und thematisierten diese besondere Verantwortung der Kirche für den Holocaust kaum.
Einige Christen aus dem Umfeld der Dahlemiten, des radikaleren Flügels der BK, kritisierten, dass die Erklärung weder Holocaust noch Kriegsursachen explizit benannte. Sie widersprachen den von Asmussen übernommenen Komparativen („… nicht mutiger bekannt …“), die den Positiv „wir haben mutig bekannt“ voraussetzten. Denn fast dieselbe Formulierung hatte die Junge Kirche, ein der BK nahestehendes Kirchenblatt, 1939 zum „50. Geburtstag des Führers“ verwendet:

„Der Christ, der das Walten der Vorsehung und den Schritt des Allmächtigen ehrfürchtig in den Wandlungen der Weltzeit spürt, vernimmt den Aufruf, im Alltag und Sonntag treuer zu glauben, inniger zu lieben, stärker zu hoffen, fester zu bekennen: So allein kann sich zeigen, was an dem christlichen Glauben echt ist …“

Paul Schempp und Hermann Diem sahen die Voraussetzung, man habe mutig bekannt, nur nicht mutig genug, als den Tatsachen des Kirchenkampfes völlig unangemessenes Eigenlob.

### Reaktionen in der Ökumene
Nach der Verlesung war es dem anglikanischen Bischof George Bell vorbehalten, den Hauptmangel der Erklärung anzudeuten, indem er an den Widerstand seines engen Freundes Dietrich Bonhoeffer erinnerte und hinzufügte:

„Kein Mensch kann sich diesem Unmaß an Grausamkeit verschließen, welche an den Juden, den Verschleppten und den politischen Personen, beinahe Millionen von Sklaven angetan wurde. Auch jetzt sind wir sehr erregt über die gegenwärtig erfolgenden Ausweisungen aus dem Osten.“

Bell hatte das Ausmaß der Vergasungen noch nicht vor Augen, hob aber die Juden hervor und sprach die aktuell nötige Solidarität mit ihnen an. Seine Äußerung über die „gegenwärtig erfolgenden Ausweisungen aus dem Osten“ bezog sich primär auf die nach dem Krieg einsetzende Vertreibung von Juden, die den Krieg überlebt hatten, aus Polen, aber auch auf die Vertreibung von Millionen Deutschen aus dem Sudetenland sowie den Gebieten östlich von Oder und Neiße, gegen die sich Bell um diese Zeit in Großbritannien wandte. Doch auch er ließ offen, was die Kirche dazu beigetragen hatte, dass es zu dieser Grausamkeit kommen konnte, und welche besonderen Aufgaben über allgemeine menschliche Betroffenheit hinaus daraus in Zukunft zu folgern seien.

### Reaktionen in den deutschen Landeskirchen
Der Rat versäumte, den Text den Gemeinden sofort zugänglich zu machen. Umso mehr überraschte die Autoren der Sturm der Entrüstung, den die Veröffentlichung auslöste. Hanns Lilje betonte, das Wort sei ja nur für die Adressaten der Ökumene gedacht gewesen. Dass man diesen gegenüber eine Veröffentlichung zugesagt hatte, verschwieg er.
Nur vier von 28 evangelischen Landeskirchen – Baden, Hannover, Rheinland, Westfalen – und einige Kreissynoden machten sich die Erklärung ausdrücklich zu eigen. Die übrigen Landeskirchen unterließen dies mit Blick auf zahlreiche Protestbriefe aus den Gemeinden. Diese sprachen der vorläufigen EKD-Leitung oft das Recht ab, für alle evangelischen Christen zu sprechen. Dennoch begann allmählich ein Umdenken: Den 31. Oktober, Reformationstag, und folgenden 7. November, Buß- und Bettag, nutzten viele Pastoren als Anstoß zur Auseinandersetzung mit der Schuldfrage.
Am 24. November schickte die EKD-Leitung die Erklärung mitsamt einem Kommentar Hans Asmussens als offizielle Erläuterung an die Landeskirchen. Darin betonte Asmussen, es habe sich um ein allein vor Gott ausgesprochenes Schuldbekenntnis gehandelt. Dieses sei gültig ohne Rücksicht auf das, was Politik daraus mache. Er rief die Christen auf, alles Aufrechnen von Schuld hinter sich zu lassen und sich Gott zuzuwenden. Dann müsse sich der einzelne Christ zwangsläufig dem Bruder zuwenden, sich also mit der Schuld seines Volkes solidarisch erklären und deren Folgen mittragen. Diese priesterliche Haltung sei Sinn und Ausdruck der wahren christlichen Existenz. Welche politischen Konsequenzen diese Haltung haben könne und müsse, ließ er offen.
Der Kirchenhistoriker Martin Greschat erklärt das Zögern des Rates, den Text selbst zu veröffentlichen, damit, dass den Autoren dessen Tragweite nicht bewusst war. Sie hätten faktisch politische Verantwortung für das deutsche Volk übernommen und damit einen Bruch mit der obrigkeitshörigen Tradition des deutschen Nationalprotestantismus eingeleitet. Sie hätten sich klar darüber sein müssen, dass dieser erste Schritt Folgeschritte erforderte und als Herausforderung an alle Gemeinden offensiv vertreten werden musste.

### Weitere Folgen
In den folgenden Jahren zeigte sich, dass die Stuttgarter Erklärung nicht geeignet war, den Prozess der Aufarbeitung des kirchlichen Versagens in der Zeit des Nationalsozialismus in Deutschland zu fördern. Sie trug zunächst eher zu einer raschen Selbstberuhigung und Hinwendung zu restaurativen Tendenzen bei. Deutliches Zeichen dafür war die öffentliche Entlastung für zahlreiche von der Entnazifizierung betroffene ehemalige NSDAP-Angehörige in der BK, die Hans Meiser am 15. März 1947 gab:

„Wer der BK als Mitglied angehörte und sich aktiv für sie einsetzte, war damit in einer Kampf- und Widerstandsbewegung tätig, stand im Gegensatz zum Nationalsozialismus und seiner Weltanschauung und musste gewärtigen, dadurch Nachteile zu erleiden. Wenn Parteigenossen sich der BK anschlossen, so bezeigten sie damit, dass sie innerlich der NS-Weltanschauung und dem DC-Geist ferne standen und dass sie die Treue zu ihrer Kirche, die Liebe zu ihrem Volk und den Gehorsam gegen die göttlichen Gebote von Recht und Wahrheit höher stellten als die Zugehörigkeit zur Partei.“

Dies kritisierten Angehörige der BK wie Karl Steinbauer, der im Gegensatz zu Meiser, Dibelius, Lilje und anderen Autoren der Erklärung im Konzentrationslager gesessen hatte, umgehend als „Generalpersilschein“. Die Tübinger theologische Fakultät warnte im Blick auf das damals umstrittene Entnazifizierungsgesetz davor, „der Rat der EKiD könnte vergessen haben, dass es sich um ein Gesetz zur Befreiung vom Nationalsozialismus und Militarismus und nicht um ein Gesetz zur Reinigung des Nationalsozialismus und Militarismus oder gar um ein Gesetz zu gemäßigter Rechtfertigung [derselben] … handelt.“
Das Darmstädter Wort von 1947 war die erste Nachkriegserklärung deutscher Protestanten, die die längerfristigen historischen Ursachen des Nationalsozialismus, des Zweiten Weltkriegs und die kirchliche Mitverantwortung dafür ansprach. Auch darin wurden der Holocaust und Antijudaismus noch nicht direkt genannt. Entscheidende Anstöße für deren Aufarbeitung gaben erst das „Wort zur Judenfrage“ der EKD-Synode von Berlin-Weißensee 1950, dann die Arbeitsgemeinschaft Juden und Christen beim Deutschen Evangelischen Kirchentag, die 1961 gegen den Widerstand der meisten Autoren der Stuttgarter Erklärung im Auftrag der EKD gegründet wurde und bis heute besteht.

## Weiterführende Informationen